# جوایز هنری بکسانگ
جوایز هنری بکسانگ
(به انگلیسی: Baeksang Arts Awards، به کره‌ای: 백상예술대상) که با نام جوایز هنری پکسانگ نیز شناخته می‌شود، یک مراسم اهدا جایزه است که سالانه توسط شرکت «IS PLUS»، ناشر مجله Ilgan Sports کره جنوبی از سال ۱۹۶۵ برگزار می‌شود. هدف از آن، تقدیر و گرامی داشت دستاوردهای برجسته در صنعت سرگرمی کره جنوبی و جلب توجه عمومی نسبت به بهترین آثار سینمایی و تلویزیونی کره‌ای و تئاتر است. این جایزه توسط Chang Key-young مؤسس روزنامه هانکوک ایلبو تأسیس شد، که نام ادبی او «Baeksang» می‌باشد، این مراسم معمولاً در ماه آوریل یا مه در سئول پایتخت کره جنوبی برگزار می‌گردد.